# Phauloppia perkinsi
Phauloppia perkinsi är en kvalsterart som först beskrevs av Arthur P. Jacot 1934.  Phauloppia perkinsi ingår i släktet Phauloppia och familjen Oribatulidae. Inga underarter finns listade i Catalogue of Life.